# 佐金武
佐金武（さこん たけし、1978年 - ）は形而上学を専門とする日本の哲学者。

## 略歴
- 京都大学大学院文学研究科博士課程在学中
- 2008- 日本学術振興会特別研究員

## 著作

### 論文
- 太田紘史・佐金武（2010）「（書評）Barry Dainton, Stream of Consciousness: Unity and Continuity in Conscious Experience,　Routledge, 2006 (revised paperback edition)」『Prospectus』vol.12, pp.106-118.
- 佐金武（2009）「現在主義と時間の非対称性」『科学哲学』vol.42-1, pp.15-28.
- 佐金武 (2008)「因果とは何かをめぐる哲学的論争(1)D.ルイスの反事実的条件法による分析とその批判 」  『哲学論叢』第35号, pp.82-93.
- 佐金武（2007）「マクタガートに対していかに応答するべきか：ダイナミックな時間論を擁護して」『哲学論叢』第34号, pp.25-36.
- 佐金武（2007）「二次元可能世界意味論の展開（2）」『哲学論叢』第34号, pp.84-9.
- 佐金武（2007）「（書評）The Ontology of Time by N. Oaklander」『哲学論叢』第34号, pp.122-5.
- 佐金武（2007）「ミステリーとしてのタイムトラベル：サイエンス・フィクションを哲学する試論」『Prospectus』vol.10, pp.72-84.
- 佐金武（2006）「チャルマーズの「意識しない心」について：思考可能性と意識の不在をめぐる問い」『哲学論叢』第33号, pp.126-37.
- 佐金武（2006）「マクタガートの遺産：現代時間論のバトルライン」『哲学論叢』第33号, pp.126-37.
- 佐金武（2005）「想像された自然と想像という自然：漫画を哲学する試論」『Prospectus』vol.8, pp.1-9.
- 佐金武（2005）「クリプキ以後の様相的認識論：思考可能なものは成立可能か」『哲学論叢』 第32号,pp.94-101.

など